# Emma Kiworkowa
Emma Kiworkowa-Tomaszewska (ur. 24 maja 1979 w Stawropolu) – polsko-ormiańska doktor nauk medycznych, stomatolożka, ortodontka, filantropka i działaczka społeczna.

## Życiorys

### Edukacja
W 2001 została absolwentką stomatologii na Akademii Medycznej w Warszawie, a w 2006 obroniła doktorat na Akademii Medycznej w Lublinie.

### Kariera
Od 2004 specjalizuje się w stomatologii. W 2005 wraz z matką, dr Dżuliettą Kiworkową, założyła Fundację „Villa Nova Dzieciom”, zapewniającą kompleksową opiekę stomatologiczną. W 2012 została ona przeobrażona w Fundację „Wiewiórki Julii”, Pod szyldem fundacji organizuje projekt „Podróże Julii”, w ramach którego oferuje wsparcie stomatologiczne uczniom szkół podstawowych w całej Polsce, a od 2013 – również osobom starszym. Od 2013 działa ormiańska filia fundacji, mieszcząca się w Erywaniu. Współpracuje z Fundacją „Akogo?” i kliniką „Budzik” Ewy Błaszczyk. Regularnie pojawia się w polskich mediach jako ekspert w dziedzinie stomatologii.
Za swoją działalność charytatywną była wielokrotnie nagradzana. W 2008 została uznana „kreatywną w biznesie, sztuce i modzie” na gali Kobieta Roku „Glamour”. W 2015 odebrała Różę Gali, a w 2018 – „Supergwiazdę Plejady” podczas 3. Wielkiej Gali Gwiazd Plejady.

### Życie prywatne
Z pierwszego małżeństwa ma dwie córki: Ester i Erikę. Była zaręczona z aktorem Pawłem Delągiem. W październiku 2016 wyszła za Zbigniewa Prokopowicza. W 2021 poślubiła Roberta Tomaszewskiego. Mają syna, Leo.